# العلاقات السعودية الجنوب إفريقية
العلاقات السعودية الجنوب أفريقية هي العلاقات الثنائية التي تجمع بين السعودية وجنوب أفريقيا.

## مقارنة بين البلدين
هذه مقارنة عامة ومرجعية للدولتين:
| وجه المقارنة                                              | السعودية        | جنوب أفريقيا |
| --------------------------------------------------------- | --------------- | --- |
| المساحة (كم2)                                             | 2.25 مليون      | 1.22 مليون |
| عدد السكان (نسمة)                                         | 33.00 مليون     | 57.73 مليون |
| الكثافة السكانية (ن./كم²)                                 | 14.67           | 47.32 |
| العاصمة                                                   | الرياض، الدرعية | بريتوريا، بلومفونتين، كيب تاون |
| اللغة الرسمية                                             | اللغة العربية   | لغة إنجليزية، اللغة الأفريقانية، اللغة النديبلي الجنوبية، اللغة السوثو الشمالية، اللغة السوتية، لغة سوازي، اللغة التسونجا، اللغة التسوانية، اللغة الفيندية، اللغة الكوسية، اللغة الزولوية |
| العملة                                                    | ريال سعودي      | راند جنوب أفريقي |
| الناتج المحلي الإجمالي (بليون دولار)                      | 683.83 مليار    | 349.42 مليار |
| الناتج المحلي الإجمالي (تعادل القوة الشرائية) بليون دولار | 1.69 تريليون    | 725.91 مليار |
| الناتج المحلي الإجمالي الاسمي للفرد دولار أمريكي          | 20.48 ألف       | 5.72 ألف |
| الناتج المحلي الإجمالي للفرد دولار أمريكي                 | 52.01 ألف       | 13.05 ألف |
| مؤشر التنمية البشرية                                      | 0.837           | 0.666 |
| رمز المكالمات الدولي                                      | +966            | +27 |
| رمز الإنترنت                                              | .sa             | .za |
| المنطقة الزمنية                                           | ت ع م+03:00     | ت ع م+02:00، أفريقيا/جوهانسبرغ ‏ |

## منظمات دولية مشتركة
يشترك البلدان في عضوية مجموعة من المنظمات الدولية، منها:
| علم المنظمة | اسم المنظمة                        | تاريخ انضمام السعودية | تاريخ انضمام جنوب أفريقيا |
| ----------- | ---------------------------------- | --------------------- | ------------------------- |
|             | يونسكو                             | 4 نوفمبر 1946         | 4 نوفمبر 1946             |
|             | البنك الدولي للإنشاء والتعمير      | 26 أغسطس 1957         | 27 ديسمبر 1945            |
|             | منظمة حظر الأسلحة الكيميائية       | ?                     | ?                         |
|             | الأمم المتحدة                      | 24 أكتوبر 1945        | 7 نوفمبر 1945             |
|             | مؤسسة التمويل الدولية              | 18 سبتمبر 1962        | 3 أبريل 1957              |
|             | وكالة ضمان الاستثمار متعدد الأطراف | 12 أبريل 1988         | 10 مارس 1994              |
|             | الاتحاد البريدي العالمي            | ?                     | ?                         |
|             | مؤسسة التنمية الدولية              | 30 ديسمبر 1960        | 12 أكتوبر 1960            |
|             | منظمة الشرطة الجنائية الدولية      | 13 يونيو 1956         | ?                         |
|             | مجموعة العشرين                     | 25 سبتمبر 1999        | ?                         |
|             | منظمة التجارة العالمية             | 11 نوفمبر 2005        | 1995                      |
|             | البنك الإفريقي للتنمية             | 4 أغسطس 1963          | ?                         |
|             | المنظمة الهيدروغرافية الدولية      | 8 أبريل 2002          | ?                         |
|             | الاتحاد الدولي للاتصالات           | 7 فبراير 1949         | 1910                      |

## وصلات خارجية
- موقع وزارة الخارجية السعودية
- موقع وزارة الخارجية الجنوب أفريقية